# Nicholas Dillon
Nicholas Dillon (Port of Spain, 25 marzo 1997) è un calciatore trinidadiano, attaccante del Club Sando.

## Carriera

### Club
In carriera ha giocato 5 partite nella fase a gironi della CONCACAF Champions League.

### Nazionale
Nel 2018 ha esordito in nazionale maggiore.